# Войско польское (1918—1939)

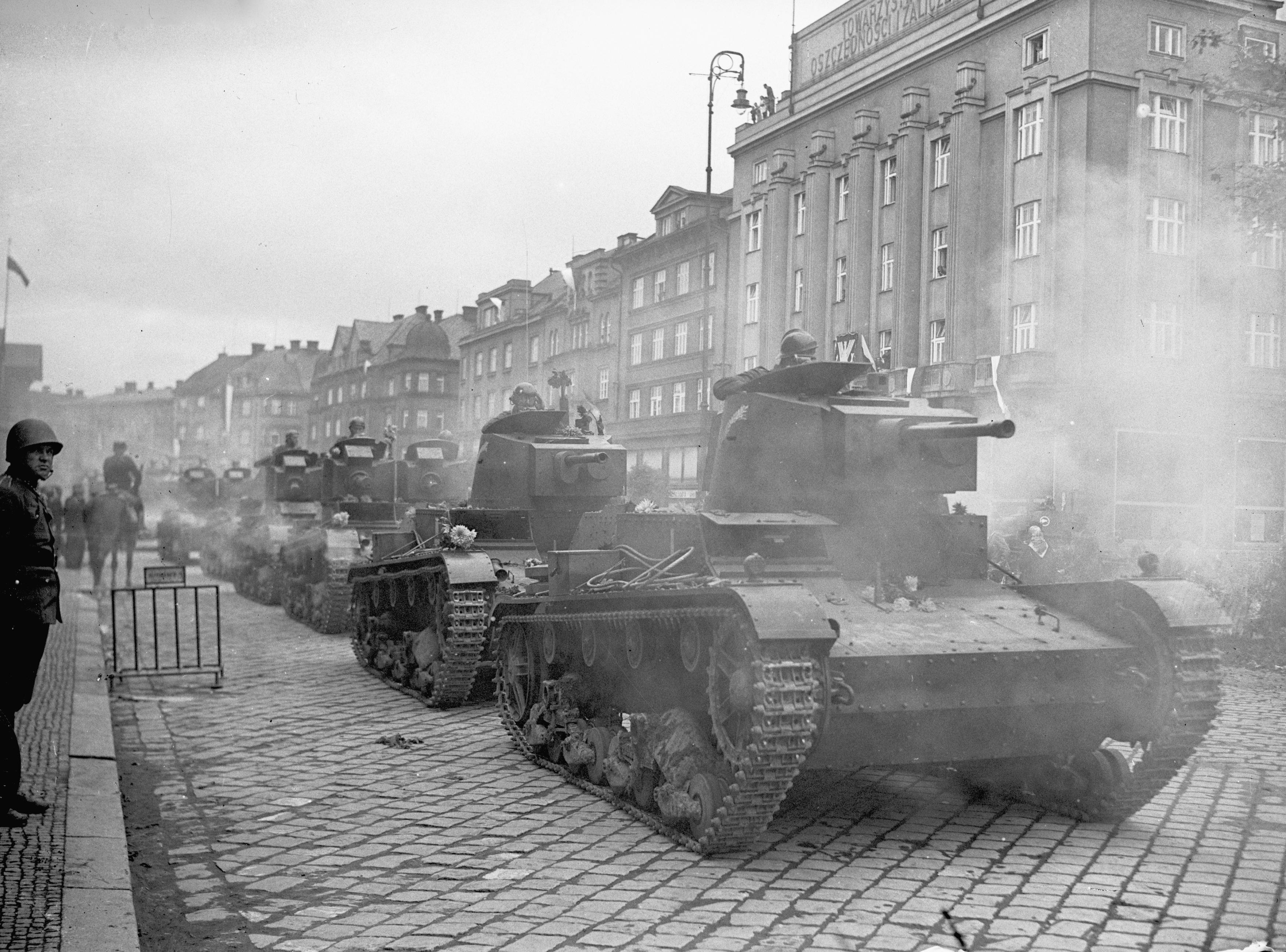
Польская армия производит захват Тешинской Силезии в 1938 году.

Войско Польское — вооруженное формирование возродившегося Польского государства в 1918 — 1939 годах.

## Предыстория
Начавшаяся Первая мировая война означала, что огромная часть воинов — поляков из земель отдельных разделов — была вынуждена влиться в ряды иностранных армий.
В дополнение к этим войскам были также сформированы польские добровольческие отряды, сражавшиеся либо на стороне Антанты, либо на стороне Центральных держав.
Во Франции было создано отделение «Байонов», а в России — Пулавский легион. Однако это были небольшие отряды. Первая прекратила свое существование в результате потерь, а вторая не могла развиваться в силу политических условий.
Большим ядром Войска Польского независимой Польской Республики были Польские Легионы. Они были созданы в 1914 году бригадным генералом Юзефом Пилсудским. Личный состав этих формирований состоял в подпольных воинских объединениях. С 1908 года существовал Союз активной борьбы. В 1910 году были созданы две открытые организации, связанные с ZWC, Ассоциация Стшелецкого и Общество «Стшелец». В 1911 году по инициативе Независимой молодёжной организации «Заржеве» были созданы Стрелковые отряды. Другой организацией была Drużyny Bartoszowe, созданная в 1908 году по инициативе Вавжинца Дайчака.
Помимо польских легионов, важной силой была польская армия на востоке, включая Польский корпус в России, организованный с 1917 года. Они составляли значительную часть личного состава Войска Польского, возродившегося в ноябре 1918 года.

#### Польские легионы
16 августа 1914 года в составе Австро-Венгерской армии были созданы Польские легионы, а с 20 сентября 1916 года они были переименованы в Польский вспомогательный корпус.
Весной 1917 года в результате кризиса присяги части легионов были расформированы. Российские граждане, отказавшиеся принять присягу, были интернированы, а граждане Австро-Венгрии были призваны в австро-венгерскую армию. Солдаты из Королевства, принявшие присягу, вошли в состав Вооружённых сил Польши, а Польский вспомогательный корпус вместе с входившей в его состав 2-й бригадой был передан в подчинение австро-венгерской армии и переброшен на Буковину.
В это же время началось формирование Польской Военной Организации, готовившейся к вооруженной борьбе против Центральных держав.

### Польский корпус в России
После Февральской революции и свержения царизма в России весной 1917 г. формируется Польский корпус. Их созданием руководил Верховный польский военный комитет, назначенный в июне 1917 года.
В 1917 году в Белорусии был сформирован 1-й Польский корпус под командованием генерала Юзефа Довбор-Мусницкого. В 1918 году в нём первоначально было около 29 тысяч солдат, позже около 23,5 тыс. В том же году 1-й корпус признал власть Регентского совета. В феврале и марте 1918 года Довборчицы вели тяжёлые бои с большевиками за Бобруйск, закончившиеся победой польских воинов. 21 мая 1918 г. ввиду сложной политической обстановки корпус был разоружен немцами.
В декабре 1917 года в Бессарабии был сформирован II корпус, к которому в марте 1918 года присоединилась II бригада полковника Юзефа Халлера. На тот момент их было 7 тысяч человек. Им командовал Ян Станкевич, а с апреля 1918 года — полковник Галлер. В мае 1918 года 2-й корпус был окружен немецкими войсками под Канёвом и вынужден капитулировать после однодневного боя.
В начале 1918 года польские войска на Украине насчитывали около 3000 человек. Солдаты 3-го Польского корпуса, которым командовал генерал Эугениуш де Хеннинг-Михаэлис. Это формирование воевало на Украине против большевиков, а затем в июне 1918 года было разоружено австрийцами.
В 1918 году в Одессе были сформированы польские войска под командованием капитана В. С. Скшинского, насчитывавший около 1,5 тыс. человек, также называемый 4-м корпусом, расформированным после попытки австрийцев разоружить их. Некоторые солдаты Польского корпуса стали ядром 4-й и 5-й стрелковых дивизий и Мурманского отряда, сформированного летом 1918 года.

### Голубая армия
Летом 1917 года началось формирование Войска Польского во Франции (широко известного как Голубая армия).
Армия была организована на добровольной основе во Франции из поляков, служивших во французской армии, польских военнопленных из армий Центральных держав, а также польских эмигрантов из Франции, США, Канады и Бразилии. Первым командующим был французский генерал Луи Аршинар, с 4 октября 1918 года армией командовал генерал Юзеф Халлер.
В Италии скромный Легион, составленный из пленных — поляков из австрийской армии, был сформирован в полки, которые были переправлены во Францию для усиления Голубой армии.
В Сибири формировалась дивизия под командованием генерала Валериана Чумы. Формально входила в состав армии генерала Халлера как 5-я Сибирская дивизия.

### Войско Великопольское
Компьенское перемирие не привело к передаче Великопольши в состав Польши.
Однако произошла далеко идущая активизация великопольского общества. Это позволило частично полонизировать местные органы власти. Усилия, направленные на захват военных гарнизонов, однако, не дали ожидаемого результата, и великопольское общество было вынуждено с нуля создавать собственные вооруженные силы.
Эти действия были поддержаны приказом военного министра Пруссии о создании Службы безопасности и частей гвардии. Везде, где преобладало польское население, оно фактически имело польский характер. Части, входившие в состав этой организации, составили начало вооруженных сил, которые 27 декабря 1918 г. начали повстанческие действия в Познани. В ходе боевых действий они превратились в Великопольскую армию, которую 16 января возглавил генерал Юзеф Довбор-Мусницкий, бывший командир 1-го Польского корпуса.
Командный состав формируемой армии был укомплектован в значительной степени офицерами бывших польских формирований, организованных в России. Поляки из немецкой армии составляли отличные кадры унтер-офицеров.
Весной 1919 г. были изданы указы о призыве на военную службу последующих лет. Это позволило пополнить существующие батальоны и новые подразделения. Было сформировано 12 Великопольских стрелковых полков. Произошла также реорганизация территориальных военных органов. Великопольша была разделена на три военных округа, а дислоцированные в них войска были объединены в 3 дивизии великопольских стрелков.
В мае 1919 года силы Великопольской армии были подчинены Верховному командованию Войска Польского. Изначально это было конфиденциально. Войска Великопольши, насчитывавшие тогда около 72 000 солдат, уже рассматривались как часть Войска Польского, вышедшего на более высокий уровень организации.

### Армия Срединной Литвы
Территория Срединной Литвы С объявлением генерала Люциана Желиговского о создании Армии Срединной Литвы, которой он командовал и которая принимала участие в «восстании», автоматически стала армией Срединной Литвы.
Уже в сентябре 1921 г. полки Армии Срединной Литвы стали переименовываться в соответствии с нумерацией, установленной для всего Войска Польского. Минский стрелковый полк получил наименование 86-го стрелкового полка, а 2-й стрелковый полк был переименован в 29-й полк полевой артиллерии. Осенью 1921 года 1-я и 2-я Литовско-Белорусские пехотные дивизии были перенумерованы в 19-ю и 29-ю пехотные дивизии.
Когда в апреле 1922 г. Срединная Литва объединилась с Польшей, признаков формальной обособленности Срединно Литовской армии практически уже не существовало.

## Формирование Польской армии
Формирование части Войска Польского происходило в сложной политической обстановке. Она столкнулась с серьёзными организационными и кадровыми трудностями. Довольно часто это было импровизировано и спонтанно. Иногда к этому принуждали изменяющиеся внешние и внутренние условия возрождающегося государства.
На рубеже октября и ноября 1918 года только Польские Вооруженные Силы в составе двух пехотных полков и различных вспомогательных частей представляли собой готовое кадровое формирование.
Было решено призывать на военную службу солдат бывших польских воинских формирований и членов секретных организаций.
Возможности вербовки были очень удобными. Ряды военнопленных насчитывали более 30 000 человек. В стране находилось более 15 000 бывших легионеров и более 20 000 солдат, демобилизованных в России.
Основными мобилизационными резервами были жители бывшего Царства Польского и поляки, служившие в рядах иностранных армий. В дальнейшем можно было рассчитывать и на поляков, ещё служивших в воинских формированиях в России, и на солдат армии генерала Халлера во Франции.
Формирование возрожденной польской армии столкнулось с трудностями, связанными с дезертирством и уклонением призывников от военной службы. Уже в 1919 году был отдан приказ о розыске дезертиров. Только в мае 1920 году в губернии В Кельце было захвачено более 2000 дезертиров и призывников, уклонившихся от военной службы.
В связи с постановлением Сейма от 17 июня 1919 года офицерами могли быть только польские граждане польской национальности (это исключало назначение, например, еврейских граждан в офицерские чины).

### Высшие органы Войска Польского
28 октября 1918 года назначенным тремя днями ранее начальником Генерального штаба Войска Польского стал генерал Тадеуш Розвадовский. Заняв эту должность, он начал организовывать центральные военные учреждения и новые части Войска Польского. 11 ноября 1918 года Юзеф Пилсудский принял верховную власть над армией в качестве главнокомандующего. Произошла дальнейшая организация главных военных органов: Министерства военных дел и Генерального штаба польских вооруженных сил.
Из первого приказа Войску Польскому от 12 ноября 1918 г. Юзефа Пилсудского (оригинальное написание):
„Żołnierze!
Obejmuję nad Wami komendę w chwili, gdy serce w każdym Polaku bije silniej i żywiej, gdy dzieci naszej ziemi ujrzały słońce swobody w całym jej blasku. Z Wami razem przeżywam wzruszenie tej godziny dziejowej, z Wami razem ślubuję życie i krew swoją poświęcić na rzecz dobra Ojczyzny i szczęścia Jej obywateli.
Żołnierze! W ciągu wojny światowej w różnych miejscach i warunkach tworzyły się próby formacyj wojskowych polskich. Przy kalectwie – zdawało się – nieuleczalnym naszego Narodu próby nawet, gdy były szczytne i bohaterskie były z konieczności karle i jednostronne. Pozostałością tych stosunków jest niejednolitość szkodliwa wojsku. Liczę na to, że każdy z Was potrafi siebie przezwyciężyć i zdobędzie się na wysiłek dla usunięcia różnic i tarć, klik i zaścianków w wojsku, dla szybkiego wytworzenia poczucia koleżeństwa i ułatwienia pracy. …
Chciałbym, … abym mógł zdając sprawę ze swych czynności przed narodem, powiedzieć sumiennie o sobie i o Was, że byliśmy nie tylko pierwszymi, ale i dobrymi żołnierzami zmartwychwstałej Polski.
Rozkaz ten przeczytać przed frontem podwładnych mi oddziałów.”Юзеф Пилсудский, Andrzej Wojtaszak. The position of Jozef Pilsudski in correspondence to marxism and Pisma zbiorowe // Nowa Krytyka. — 2014. — Т. 34. — С. 103–122. — ISSN 0867-647X. — doi:10.18276/nk.2014.34-06.

### Министерство военных дел
В состав министерства входили отдельные организационные подразделения, занимавшиеся различными областями военного дела. Это были следующие отделы: Мобилизационно-пополняемый, Технический и связи, Экономический, Артиллерийский, Военно-учебный, Юридический и Военный отдел и Общий отдел.
С 1919 года в его состав входили следующие отделы: Кадровый, Морской отдел (развитый из бывшего отдела Военно-морского флота), Конный и подвижной состав и Информационный. При министерстве также были созданы институты: Военно-технический, Военно-географический и Главное управление снабжения армии.
Во второй половине 1919 г. произошла очередная реорганизация министерства. В результате были созданы генеральные инспекции: пехотной, кавалерийской и артиллерийской, а также инспекции: военных сооружений, войск связи, железнодорожных войск, военных училищ, инженерно-саперных, военно-воздушных сил, войск подвижного состава, автомобильных войск, жандармерии, Пограничники и лагеря для военнопленных.
Министрами были последовательно: полковник Ян Врочинский, генерал Юзеф Лесневский и генерал Казимеж Соснковский.

### Генеральный штаб польских вооружённых сил
Первым начальником Генерального штаба Войска Польского, назначенным Регентским советом 25 октября 1918 года, был генерал Тадеуш Розвадовский. Он начал формировать зародки польской армии. С 16 ноября 1918 года Розвадовского сменил генерал Шептицкий. Генеральный штаб тогда состоял из десяти отделов. Это были: 1-й Организационный, 2-й Связи, 3-й Железнодорожный, 4-й Технический, 5-й Демобилизационный, 6-й Информационный, 7-й Научный, 8-й Географический, 9-й Личный и Адъютантский.
С 7 февраля 1919 года функции начальника Генерального штаба Войска Польского выполнял полковник Станислав Галлер, а с июля 1920 года — снова генерал Тадеуш Розвадовский.

### Создание боевых единиц

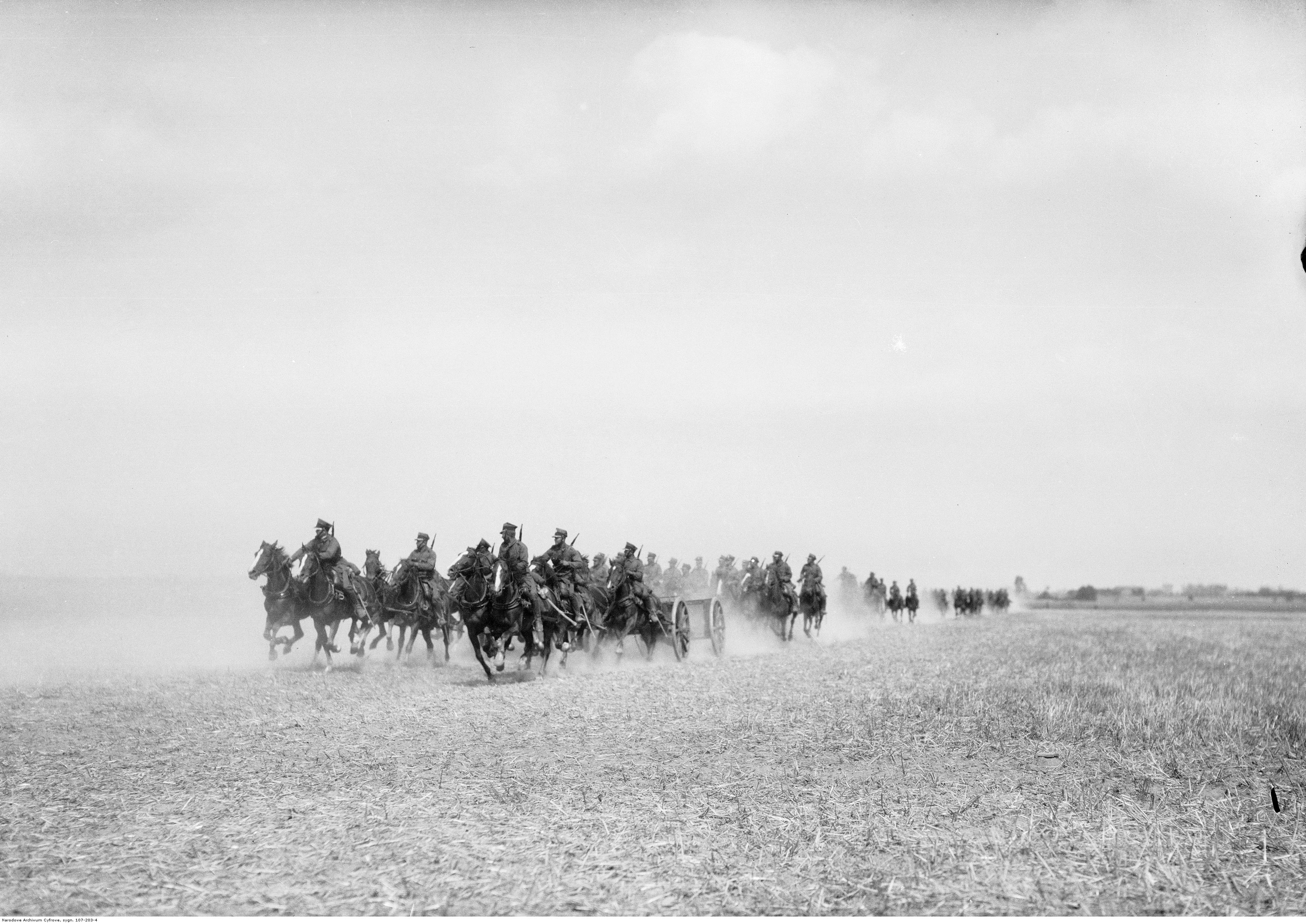
Конная артиллерия польской армии, 1928 год

С учётом имеющихся материальных возможностей весной 1919 года началось формирование десяти пехотных дивизий, Литовско — Белорусской дивизии, горной бригады и пяти кавалерийских бригад. Каждая пехотная дивизия должна была состоять из четырёх пехотных полков. Было сформировано 40 пехотных полков, 4 литовско-белорусских пехотных полка и 2 горнострелковых полка: кроме того, 2 кавалерийских полка и 13 кавалерийских полков.
В середине 1919 года было принято решение объединить национальную армию в единый организм. Речь шла о слиянии образований из трех разделов.
Юзеф Пилсудский с первых дней создания Войска Польского стремился стереть различия между солдатами разных военных училищ бывших разделяющих армий и различных организаций, созданных во время Первой мировой войны. Поэтому он издал приказ, который для скрепления полугодового боевого братства создал внешний символ единства армии, надев на воротники офицерских и солдатских мундиров серебряные чулки, до этого времени носили только офицеры легионов. Вот содержание этого приказа, опубликованное в «Военном Дзеннике приказов» от 29 мая 1919 г. (оригинальный текст):
„Walcząc od 6 miesięcy ramię przy ramieniu, zawarły oddziały Wojska Polskiego, czy to powstałe z Legionów Polskich, czy z oficerów i żołnierzy byłych armii zaborczych, ściśle krwią i trudami żołnierskimi przypieczętowane braterstwo broni.
Tak, jak im jeden cel przyświeca i jeden ich rozkaz prowadzi: wola narodu i obrona Ojczyzny, tak też stali się oni jednolitym wojskiem polskim.
By i zewnętrznie zaznaczyć jedność, dając wyraz tej woli całego wojska do zatarcia różnic, nakazuję wszystkim oficerom i żołnierzom Wojska Polskiego nałożenie odznaki, noszonej dotychczas na kołnierzu przez formację Legionów Polskich.
Niech ten historyczny znak, którego świętą tradycję podjęły Legiony, stanie się od dziś odznaką całego Wojska Polskiego.
Naczelnik Państwa
Józef Piłsudski.
Dnia 23 maja 1919 r.”

## Польская армия к 1939 году

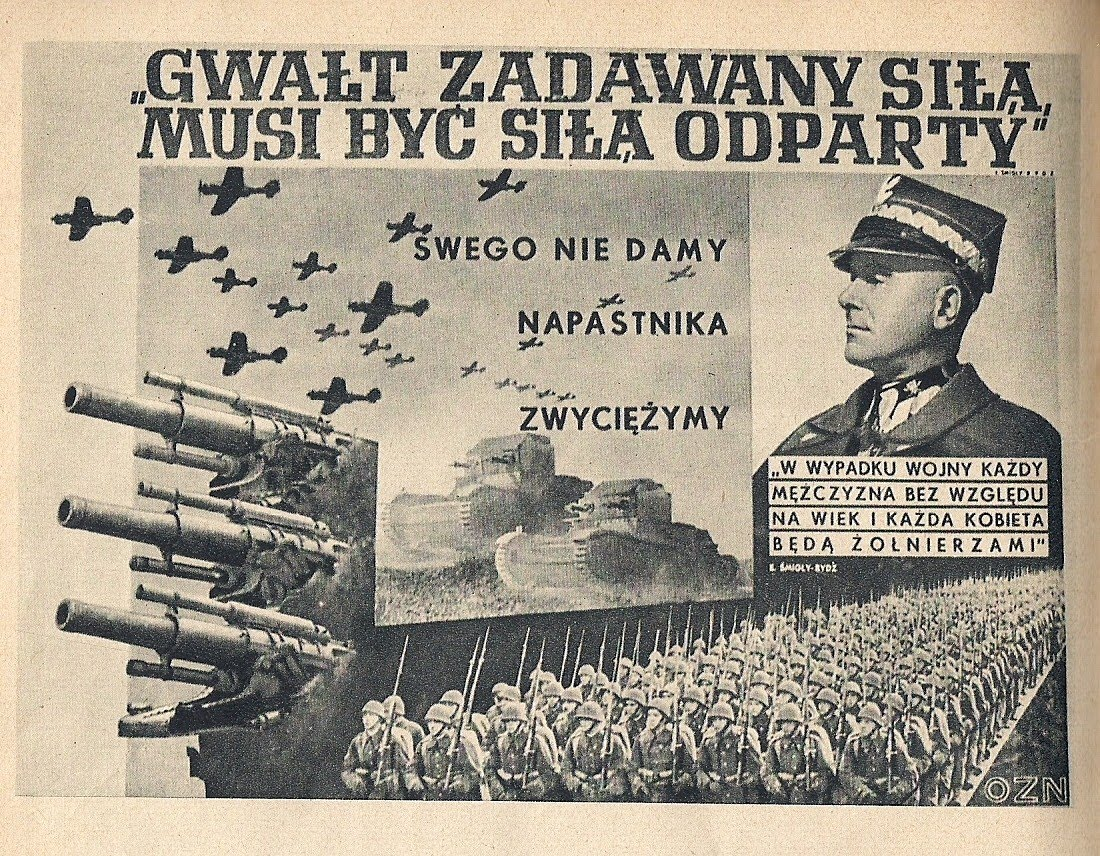
Плакат 1939 года. «Насилию необходимо противодействовать силой. Мы не сдадимся агрессору, мы победим. В случае войны каждый мужчина, независимо от возраста, и каждая женщина будут солдатами.» (Э. Рыдз-Смиглы)

К 1939 году в польской армии было 39 пехотных дивизий (из них 9 резервных), 11 кавалерийских бригад, 2 моторизованные бригады и 16 отдельных пехотных бригад. К сентябрю 1939 года была реально сформирована лишь одна механизированная бригада, вторая находилась в стадии формирования. Танковые войска Польши включали три батальона легких танков, а также несколько сотен танкеток в разведывательных подразделениях кавалерийских бригад и пехотных дивизий. Артиллерия была почти полностью на конной тяге, практически все орудия были времен Первой мировой войны (французская 75-мм пушка образца 1897 года, австрийская гаубица 10 cm FH M 14 и другие типы). Основным стрелковым вооружением была винтовка Karabin wz. 98a, кавалерия и артиллерия имела карабины Karabinek wz. 91/98/23 (укороченная винтовка Мосина, переделанная под немецкий патрон 7,92 × 57 мм), на вооружении были ручной пулемёт Browning wz. 1928 и станковый пулемёт Ckm wz. 30.
К сентябрю 1939 года польская армия располагала 152 легкими танками 7ТР и Vickers Mk E, 51 легким танком Renault R35, тремя Hotchkiss H35, 45 Рено FT, 403 танкетками ТК-3 и TKS и 88 бронеавтомобилями.
Авиация не являлась отдельным видом вооруженных сил. 745 самолетов различных типов и назначений (более 400 боевых и около 300 учебно-тренировочных) были сведены в шесть авиаполков. 28 июля 1939 года было принято решение о передаче большинства самолетов в подчинение сухопутных армий и о формировании из оставшихся истребительной и бомбардировочной бригад. Однако практически эта реорганизация началась лишь 23 августа. Истребительная бригада получила 44 истребителей PZL P.11 и 10 изношенных PZL P.7. Бомбардировочная бригада получила 36 бомбардировщиков PZL.37 Łoś и 50 бомбардировщиков PZL.23 Karaś.